# دو دنیا
دو دنیا مجموعهٔ هفت داستان به هم پیوستهٔ خاطره گونه جمعاً حدود ۴۵۰۰۰ کلمه از گلی ترقی است. این کتاب در سال ۱۳۸۱ شمسی در تهران چاپ شد. مکان و زمان وقوع: پاریس و تهران، اواخر دههٔ ۱۳۲۰ تا ۱۳۶۷ میلادی است. این کتاب ادامهٔ کتاب خاطره‌های پراکنده است و داستان‌های هر دو کتاب را مجموعاً می‌توان فصل‌هایی از یک رمان تلقی کرد.